# Монтичело (Леко)
Монтичело је насеље у Италији у округу Леко, региону Ломбардија.
Према процени из 2011. у насељу је живело 3072 становника. Насеље се налази на надморској висини од 373 м.